# محافظة غزة (موزمبيق)

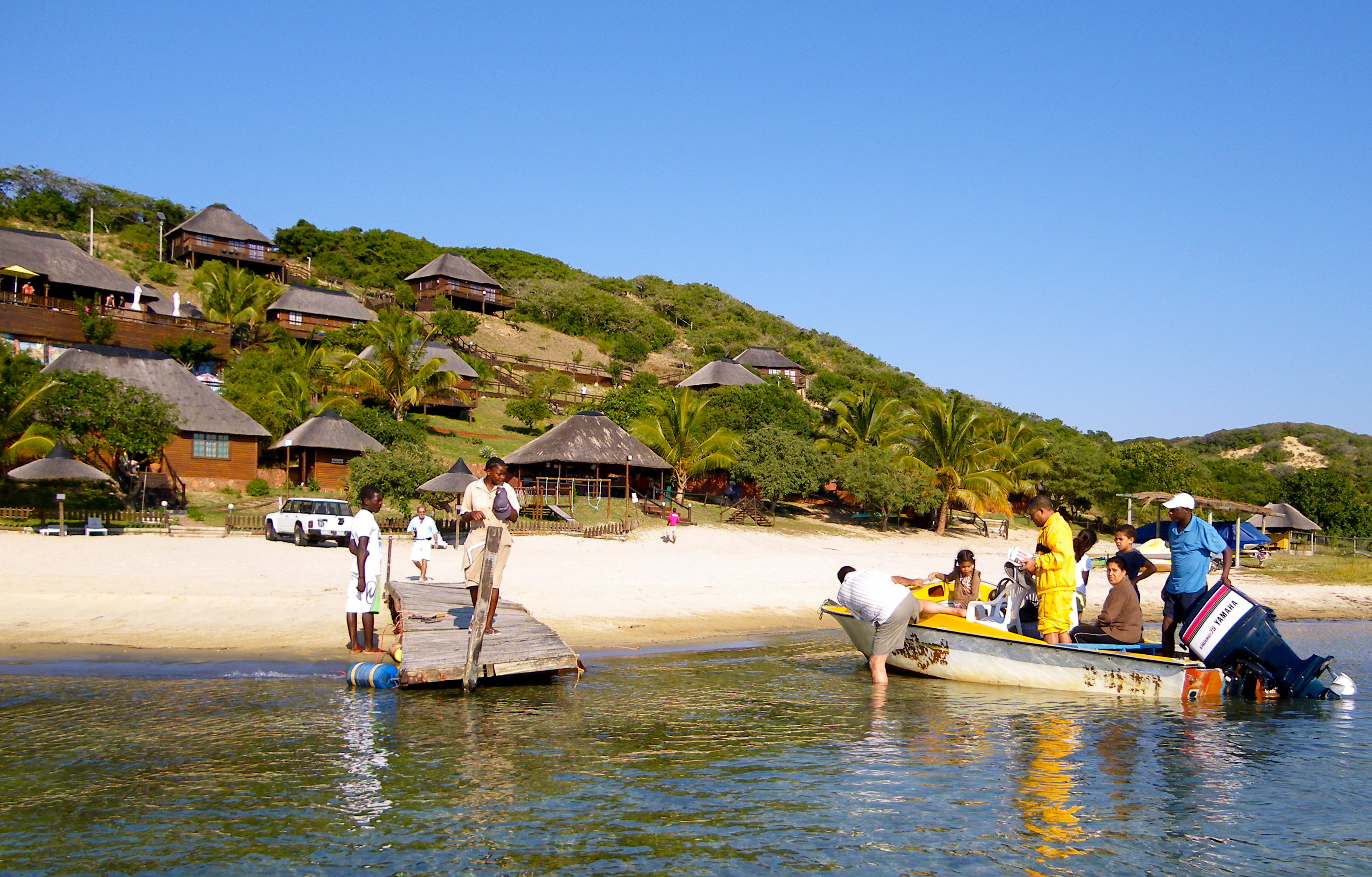
شاطئ بيليني

غزة هي مقاطعة في موزمبيق. تبلغ مساحتها 75,709 كم2 ويبلغ عدد سكانها 1,422,460 نسمة (تعداد 2017)، وهي الأقل سكانًا بين مقاطعات موزمبيق.
العاصمة هي خاي خاي. تحدها مقاطعة إنهامبان من الشرق، مقاطعة مانيكا من الشمال، مقاطعة مابوتو من الجنوب، جنوب أفريقيا من الغرب، وزيمبابوي من الشمال الغربي.

## الجغرافيا
تقع معظم المقاطعة في حوض نهر ليمبوبو، الذي يجري من الشمال الغربي إلى الجنوب الشرقي، حيث يصب في المحيط الهندي بالقرب من خاي خاي. يشكل نهر شانغان، أحد روافد ليمبوبو، جزءًا من الحدود الشرقية للمقاطعة. يتدفق نهر الفيلة (Olifants River) إلى المقاطعة من الغرب عبر سد ماسينجير، قبل أن يصب في ليمبوبو.
يشكل نهر ساف الحدود الشمالية للمقاطعة.
يمر خط سكك حديد ليمبوبو عبر المقاطعة، رابطًا بين زيمبابوي وبوتسوانا وميناء مابوتو، ويدخل زيمبابوي عند بلدة شيكوالاكوالا.
تأثرت المقاطعة، بما في ذلك مدينتا خاي خاي وتشوكوي، بشدة بفيضانات موزمبيق عام 2000 جراء الأمطار الغزيرة المصاحبة للإعصار ليون-إلين.
يضم الإقليم حديقة ليمبوبو الوطنية، المحاطة بنهري الفيلة والليمبوبو وحدود جنوب أفريقيا، وحديقة بانيني الوطنية في وسط الإقليم الشرقي. يتم حاليًا إنشاء منتزه ليمبوبو العابر للحدود ليشمل المنتزهين الوطنيين، ممتدًا إلى أجزاء مجاورة من موزمبيق، جنوب أفريقيا، وزيمبابوي.

## التقسيمات الإدارية
تأسست المقاطعة في 20 أكتوبر 1954، عندما تم تقسيم إقليم "سول دو سايف" إلى ثلاث مقاطعات: غزة، إنهامبان، ولورينسو ماركيز (لاحقًا مابوتو). في 1978، أعيد تصنيف المقاطعات الإدارية كمقاطعات.
تنقسم مقاطعة غزة إلى 14 منطقة:
- منطقة بيليني ماسيا
- منطقة شيبوتو
- منطقة شيكوالاكوالا
- منطقة شيغوبو
- منطقة شونغوين
- منطقة ماباي
- منطقة تشوكوي
- منطقة غويجا
- منطقة ليمبوبو

وتشمل البلديات:
- شيبوتو
- برايا دو بيليني
- تشوكوي
- ماسيا
- مانجاكازي
- خاي خاي

## الاقتصاد
تعتمد مقاطعة غزة بشكل رئيسي على الزراعة التقليدية، إذ لا توجد فيها أنشطة صناعية بارزة[بحاجة لمصدر].

## النقل
تخدم المقاطعة الطريق السريع الوطني EN1.

## السكان
يبلغ عدد سكان المقاطعة حوالي 1,422,460 نسمة (تعداد 2017)، وأكبر مدنها خاي خاي التي يقطنها 116,343 نسمة.

## الثقافة والتعليم
يسكن المقاطعة شعب شانغان، وتعد اللغتان الرئيسيتان فيها لغة شانغان واللغة البرتغالية.
حوالي 40٪ من السكان قادرون على القراءة والكتابة، وتظل البنية التحتية التعليمية بحاجة إلى استثمارات كبيرة، حيث لا يزال العديد من الطلاب يدرسون في الهواء الطلق.

## خلط ادارة ترامب بين غزة موزمبيق وغزة فلسطين
في 29 يناير 2025 برّر البيت الأبيض الثلاثاء تجميد المساعدات الأميركية الخارجية بالإشارة إلى وجود برنامج بقيمة 50 مليون دولار لتوزيع واقيات ذكرية في قطاع غزة، دون تقديم أدلة تدعم هذا الادعاء. وقالت المتحدثة باسم البيت الأبيض كارولاين ليفيت إن هذا الاتفاق تم اكتشافه في الأسبوع الأول لتولي ترمب سدّة الرئاسة، لا سيما من جانب وزارة الكفاءة الحكومية الجديدة بقيادة الملياردير إيلون ماسك. وتابعت «إنه هدر غير معقول لأموال دافعي الضرائب».  
ونفى نائب مساعد وزير الخارجية الأمريكي السابق للشؤون الإسرائيلية الفلسطينية أندرو ميلر تلك المزاعم، "إما أن البيت الأبيض لا يستطيع قراءة جدول الإنفاق البسيط، أو أنه يكذب" 
وأشارت مجلة "ذا تايمز" إلى أن الرئيس الأميركي قد وقع ضحية خطأ في قراءة التقارير المتعلقة بالمساعدات، فبدلاً من أن يشير إلى مقاطعة غزة في موزمبيق، ربط موضوع المساعدات والواقيات الذكرية، بقطاع غزة الفلسطيني 

## روابط خارجية
- باللغة البرتغالية الموقع الرسمي لمقاطعة غزة

23°45′S 32°45′E / 23.750°S 32.750°E